# Права человека в Тонге
Права человека в Тонге — права, закреплённые Конституцией Тонги и международными договорами.
Тонга является конституционной монархией с населением около 130 000 человек . В политике и экономике господствуют король, дворянство и несколько видных простолюдинов. Экономические, социальные и культурные права, как правило, уважаются. Вместе с тем существует ряд вопросов, касающихся защиты гражданских и политических прав, в частности свободы выражения мнений и права на участие в политической жизни. Насилие в отношении женщин является серьёзной проблемой.

## Международные договоры
Тонга вступила в Организацию Объединённых Наций в 1999 году. Она является участником двух из девяти основных договоров по правам человека — Конвенции о правах ребёнка (КПР) и Международной конвенции о ликвидации всех форм расовой дискриминации (КЛРД). В мае 2008 года в ходе своего универсального периодического обзора (УПО), проведенного Советом по правам человека Организации Объединённых Наций, Тонга приняла рекомендации о ратификации некоторых других договоров, включая Международный пакт о гражданских и политических правах (МПГПП), Международный пакт об экономических, социальных и культурных правах (МПЭСКП), Конвенцию о ликвидации всех форм дискриминации в отношении женщин (КЛДЖ) и Конвенцию против пыток и других жестоких, бесчеловечных или унижающих достоинство видов обращения и наказания (КПП). Хотя общественные консультации были проведены в связи с ратификацией CEDAW, оппоненты были обеспокоены и протестовали против того, что это может открыть путь для однополых браков и абортов.

## Конституционная защита
Внутренние меры защиты прав человека включают Декларацию прав в Конституции Тонги 1875 года. Она защищает ряд гражданских и политических прав, таких как запрет рабства (пункт 2), равенство перед законом (пункт 4), свобода религии (пункт 5), свобода слова (пункт 7) и ряд уголовно-процессуальных действий. права (пункты 9-16). Заметными упущениями в Декларации прав являются право на жизнь, свобода от пытки, свобода от дискриминации и всесторонняя защита экономических и социальных прав.

## Права женщин
Наряду с Палау, Тонга является одной из двух стран в тихоокеанском регионе (и семи стран мира), которая ещё не ратифицировала Конвенцию о ликвидации всех форм дискриминации в отношении женщин (CEDAW). В сентябре 2009 года Законодательное собрание Тонги проголосовало 18 против 1 (при 4 воздержавшихся), чтобы не ратифицировать CEDAW. Объявив о решении не ратифицировать, премьер-министр Тонги заявил, что ратификация «затронет наше культурное и социальное наследие, которое составляет тонганский образ жизни». Кроме того, Тонга не хотела ратифицировать с оговорками или предпринимать «ратификацию удобства».
В 2013 году Тонга приняла Закон о защите семьи 2013 года. Насилие в отношении женщин, как представляется, широко распространено в Тонге, хотя эмпирические данные ограничены. Согласно данным проекта по правовой грамотности неправительственной организации Тонги из Лиги католических женщин, от 31 % до 62 % женщин становятся жертвами насилия со стороны интимного партнёра. Изнасилование в браке было объявлено преступлением в 2013 году.
Женщины могут арендовать землю, но не могут владеть землей. Наследование на право собственности на землю проходит через наследников мужского пола. Это является серьёзным препятствием для расширения экономических прав и возможностей женщин в Тонге.

## Свобода выражения
Хотя Конституция предусматривает свободу слова и печати, эти права не всегда защищены на практике. Политики и средства массовой информации, стремящиеся к большей демократии, часто ограничивают свои права. Например, с 2008 года совет правительственной Комиссии по радиовещанию Тонги распорядился, чтобы все программы были рассмотрены назначенными TBC цензорами до трансляции. Есть также ряд случаев, когда попытки ограничить свободу СМИ были оспорены.

## Политическое участие
В течение многих лет постоянной проблемой в Тонге было отсутствие представительной демократии. После процесса конституционной реформы на выборах в ноябре 2010 года большинство мест (17 из 26) в парламенте Тонги были избраны всеобщим голосованием, а остальные девять мест были зарезервированы для представителей дворянства Тонги. Это ознаменовало отход от 165-летнего правления монархии к полностью представительной демократии. Сеть СМИ Тайми описала его как «первый демократически избранный парламент Тонги».

## Сексуальные меньшинства
Гомосексуализм является незаконной в Тонге, с максимальным наказанием в виде 10 лет лишения свободы, хотя в последние годы не было никакого судебного преследования за такие преступления. В ходе универсального периодического обзора в 2008 году Тонга отклонила три рекомендации от Нидерландов, Канады и Чешской Республики о декриминализации однополых отношений и одну рекомендацию от Бангладеш о продолжении криминализации однополых отношений. Вместо этого Тонга отметила, что «хотя нынешние законы могут криминализировать определённое сексуальное поведение по обоюдному согласию, Тонга — это христианское общество, которое верит в терпимость и уважение к различиям. Уважение к различиям предоставляет широчайшие пределы усмотрения законодателям, а также другим заинтересованным сторонам и стимулирует активные дискуссии о равенстве в обществе». Этот ответ оставляет позицию Тонги открытой для будущих обзоров УПО, которые в конечном итоге могут привести к положительным результатам в области прав человека.

## Национальное правозащитное учреждение
Тонга не имеет национального правозащитного учреждения. Тем не менее, есть комиссар по рассмотрению жалоб общественности, который получает и расследует жалобы на государственные ведомства. Правительство Тонги также указало, что оно рассматривает вопрос о создании национального правозащитного учреждения.
Тем не менее, закон Тонги защищает право ребёнка в утробе на жизнь, запрещая аборт, за исключением случаев, когда «медицинские власти ссылаются на сохранение здоровья матери».

## Смертная казнь
Смертная казнь в Тонге является законной, однако не применяется с 1982 года. На практике Тонга считается аболиционистом. Тонга и Папуа - Новая Гвинея являются последними тихоокеанскими островными странами, которые сохранили смертную казнь.